# داتا دربار
داتا دربار هو مزار إسلامي صوفي يقع في لاهور، بالبنجاب الباكستانية. وهو أكبر مزار صوفي في جنوب آسيا بُني مرقدًا للهجويري، المعروف باسم داتا غانج بخش أو بشكل عام باسم داتا صاحب، وهو ولي صوفي من غزنة في أفغانستان الحالية، والذي يُعتقد أنه عاش في الموقع في القرن الحادي عشر الميلادي.
يُعتبر الموقع المكان الأكثر قدسية في لاهور، ويجذب ما يصل إلى مليون زائر إلى عرسه السنوي.

## الموقع
يقع داتا داربار في وسط مدينة لاهور القديمة. يحيط به طريق لو مول، بوابة بهاتي، جوالمندي وكربلاء جاماي شاه.

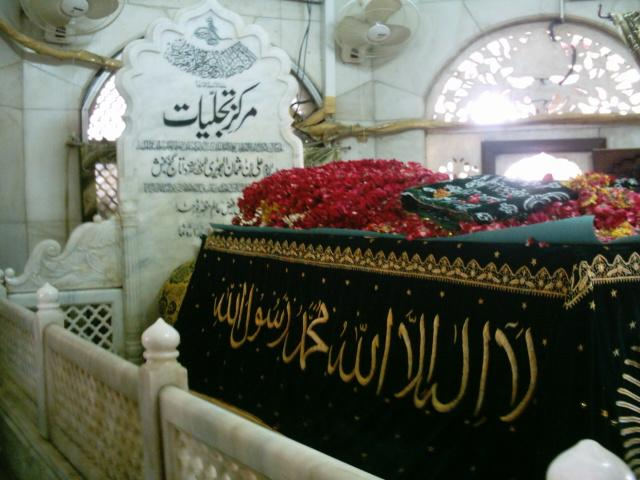
يضم هذا المرقد قبر الولي الصوفي علي الهجويري الذي عاش في القرن الحادي عشر.

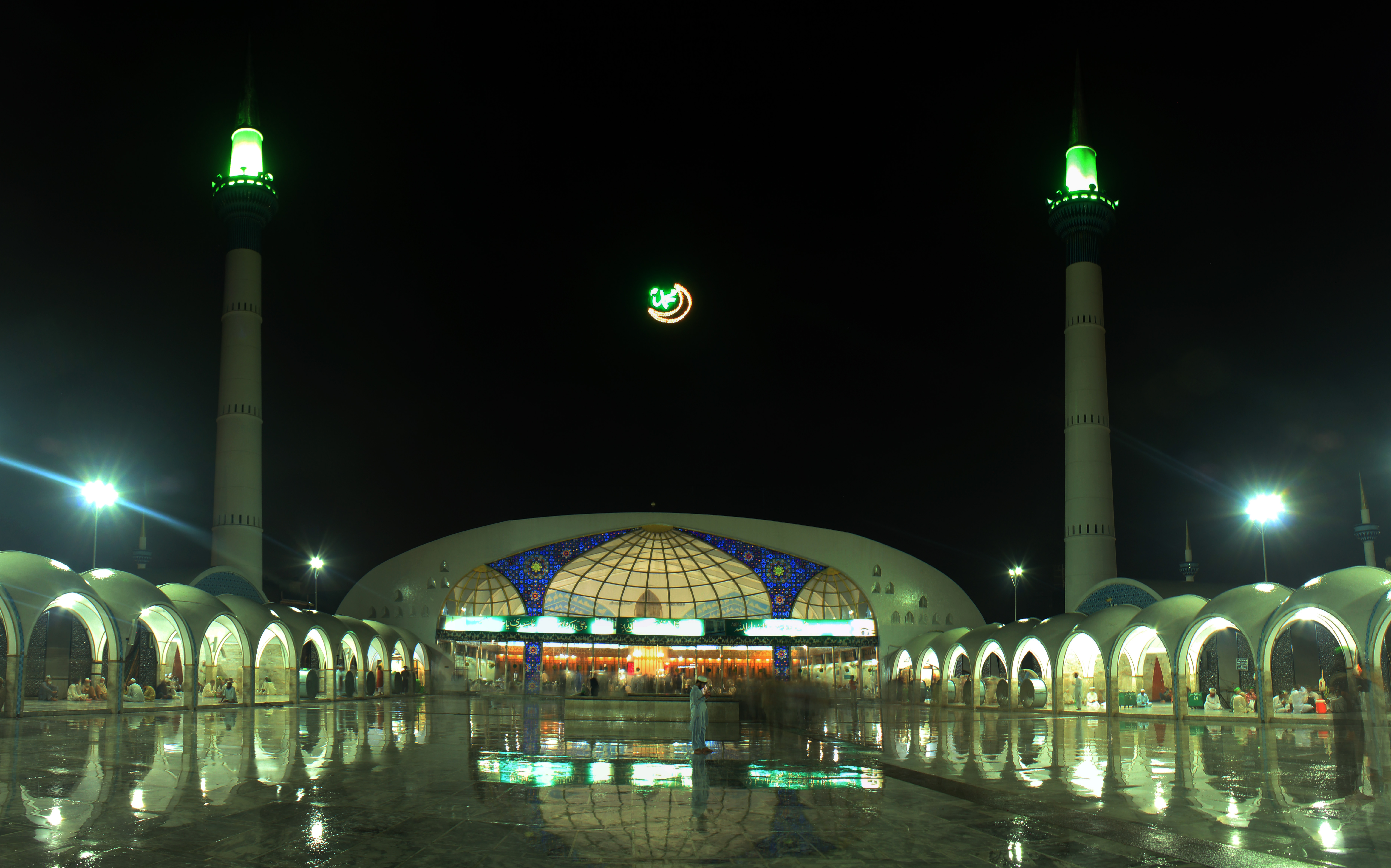
أُعيد بناء مسجد الضريح في ثمانينيات القرن العشرين على الطراز المعماري الحديث.

### الخدمات الاجتماعية
يوفر الضريح مجموعة واسعة من الخدمات الاجتماعية التي جعلته مركزًا شعبيًا للسكان الفقراء. في عادة عمرها 1000 عام، يتم تقديم الطعام المجاني إلى ما يصل إلى 50 ألف زائر يوميًا في الضريح. غالبًا ما يتبرع العملاء الذين يواجهون صعوبات شخصية بالمال أو العمل لصندوق المطبخ المجاني التابع للضريح، بما يتماشى مع تأكيد الإسلام على إطعام الفقراء. ويوفر الضريح أيضًا تعليمًا للطلاب في المدارس القريبة، ويساعد في تمويل المستشفيات المحلية كجزء من مهمته الاجتماعية.

## الوصول
يظل الضريح مفتوحًا على مدار الساعة، ويرحب بالزوار الذين يدخلون المجمع بحرية. يزور المزار ما يقرب من 30.000 إلى 60.000 زائر يوميًا، على الرغم من أن العدد يمكن أن يتضاعف في الأعياد الدينية، ويوم الخميس - الليلة التقليدية لزيارة الأضرحة. يزور هذا الضريح حوالي مليون من المصلين خلال مهرجان العرس السنوي.
تُقدم الخدمة للضريح من خلال محطة بهاتي تشوك في مترو باص لاهور.

## الإدارة
يتم إدارة الضريح كجزء من مؤسسة الأوقاف كجزء من قانون الأوقاف لعام 1960. يتم إدارة الضريح من حوالي 200 عامل بدوام كامل، باستثناء خدمات الأمن. ينتج الضريح أكبر قدر من الإيرادات لهيئة الأوقاف من بين جميع الأضرحة التي يبلغ عددها حوالي 400 ضريح تحت سيطرتها في إقليم البنجاب، ويساهم بنحو 33٪ من إيرادات الهيئة. يجمع الضريح دخلًا يزيد بمقدار أربعة أضعاف عما يتم إنفاقه على صيانة الضريح. يُعتبر هذا المكان مركزًا لجميع الأضرحة في البنجاب، وتخضع الممارسات الدينية والخطب لمزيد من التنظيم الحكومي مقارنة بالأضرحة الأخرى في باكستان.

## معرض الصور

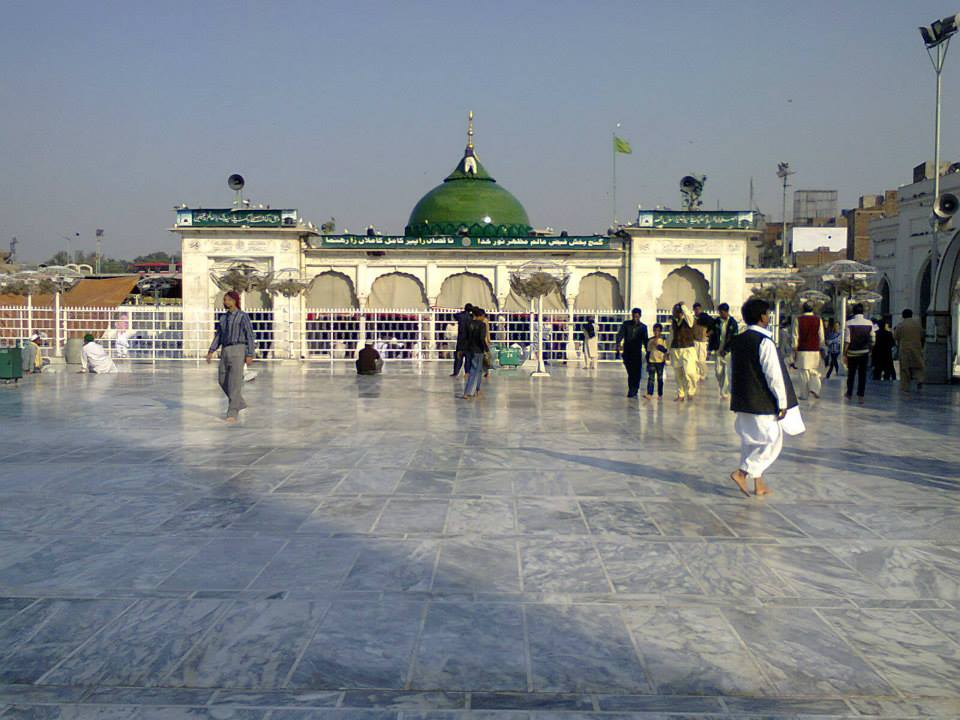
يحيط الضريح بالقبر ذي القبة الخضراء
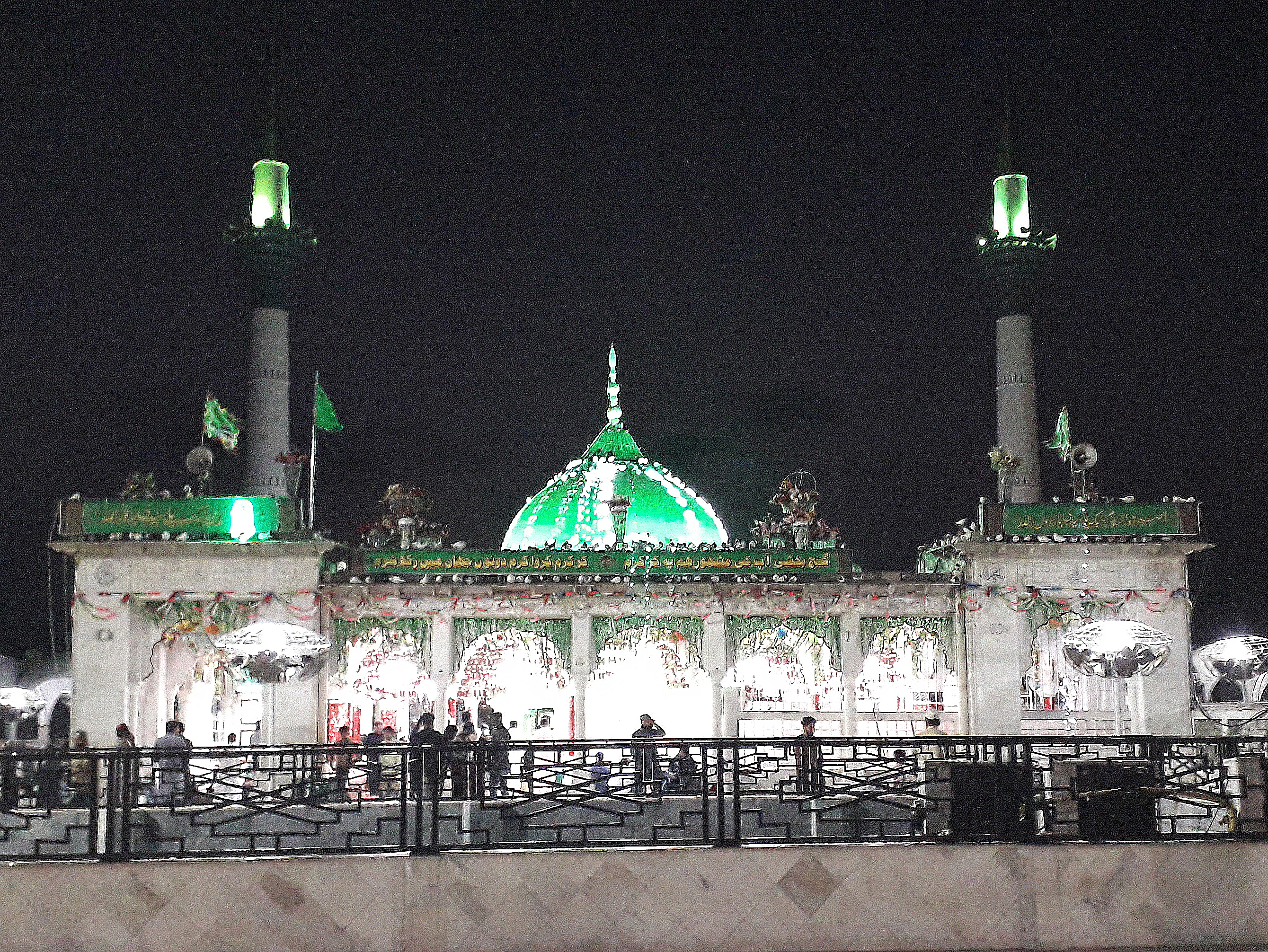
قبر علي هجفري في الليل
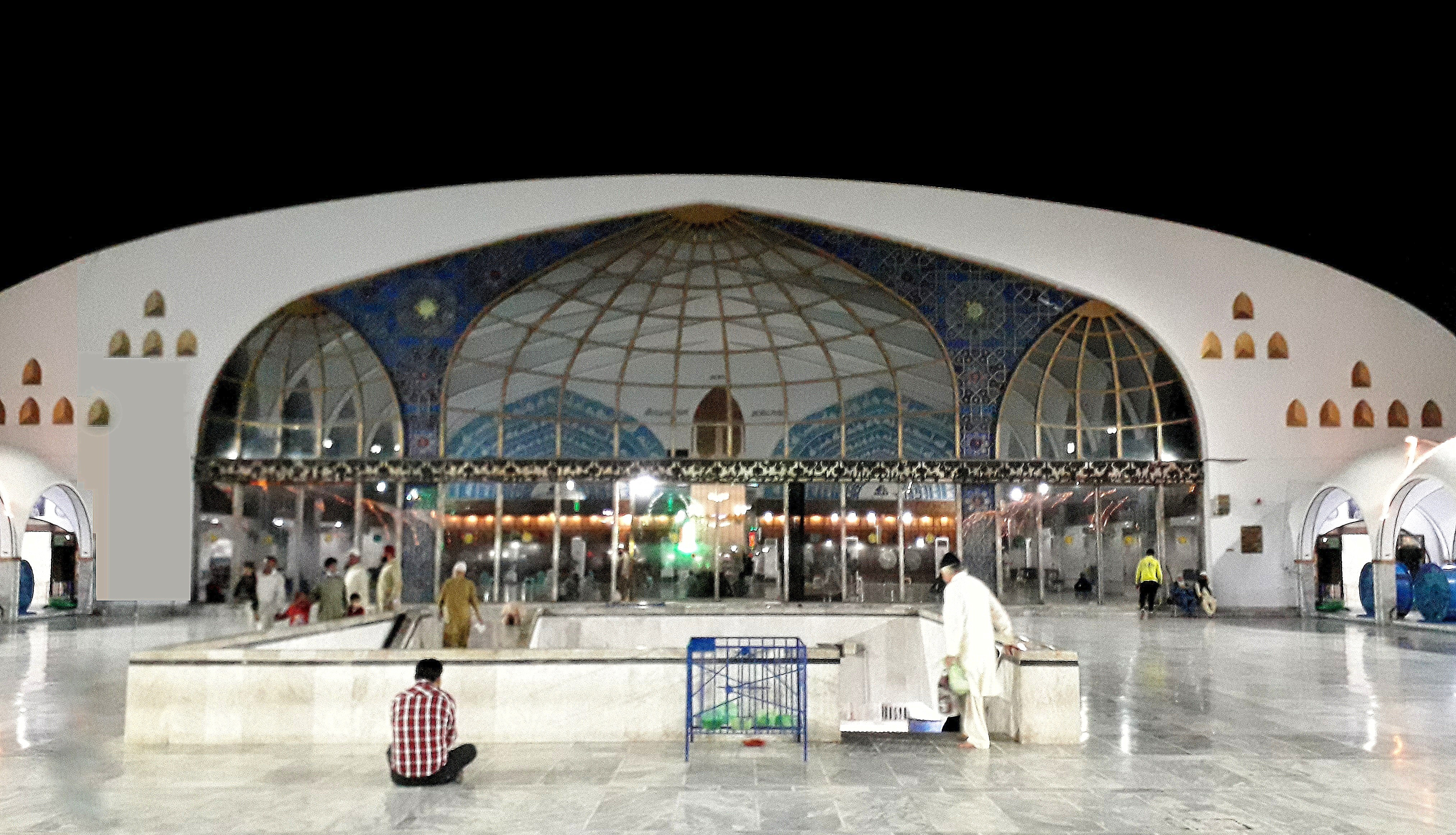
مسجد داتا دربار
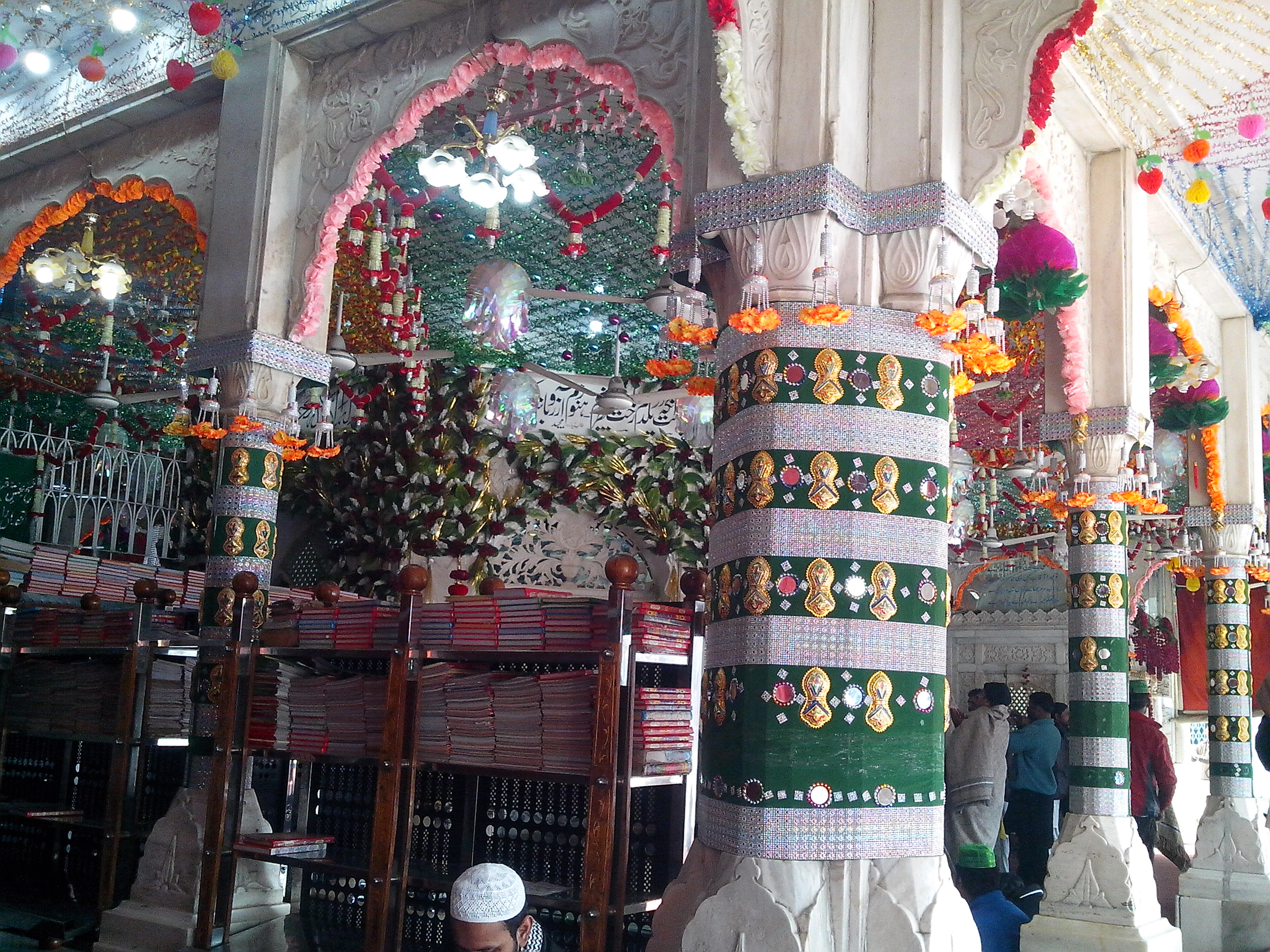
تم تزيين الجزء الداخلي من اللمعان بأعمال المرايا والزهور
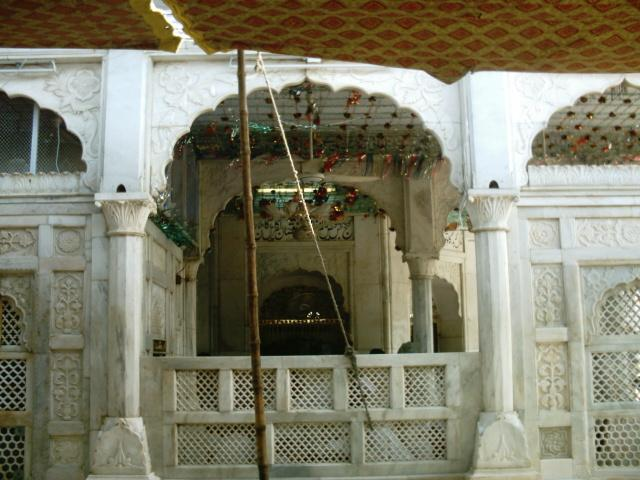
يحيط بالنصب التذكاري شاشات رخامية منحوتة
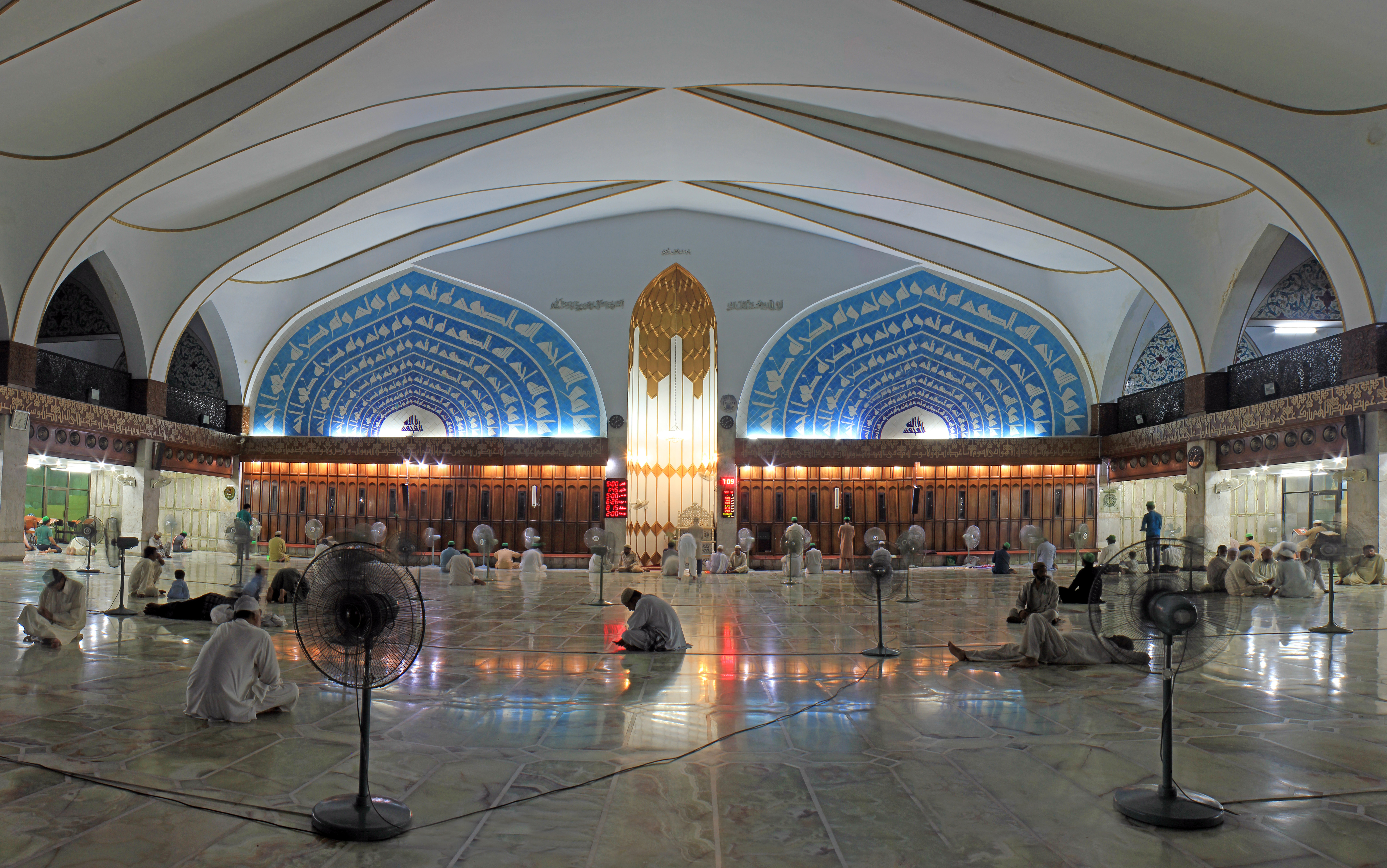
منظر داخلي للمسجد الجديد
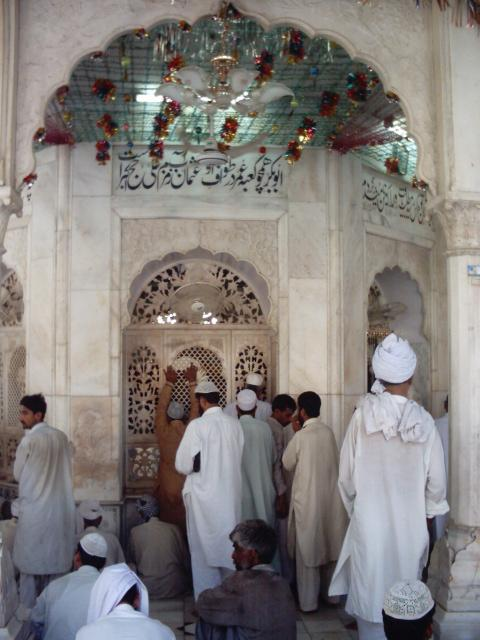
المتضرعون في أعمق حرم الضريح
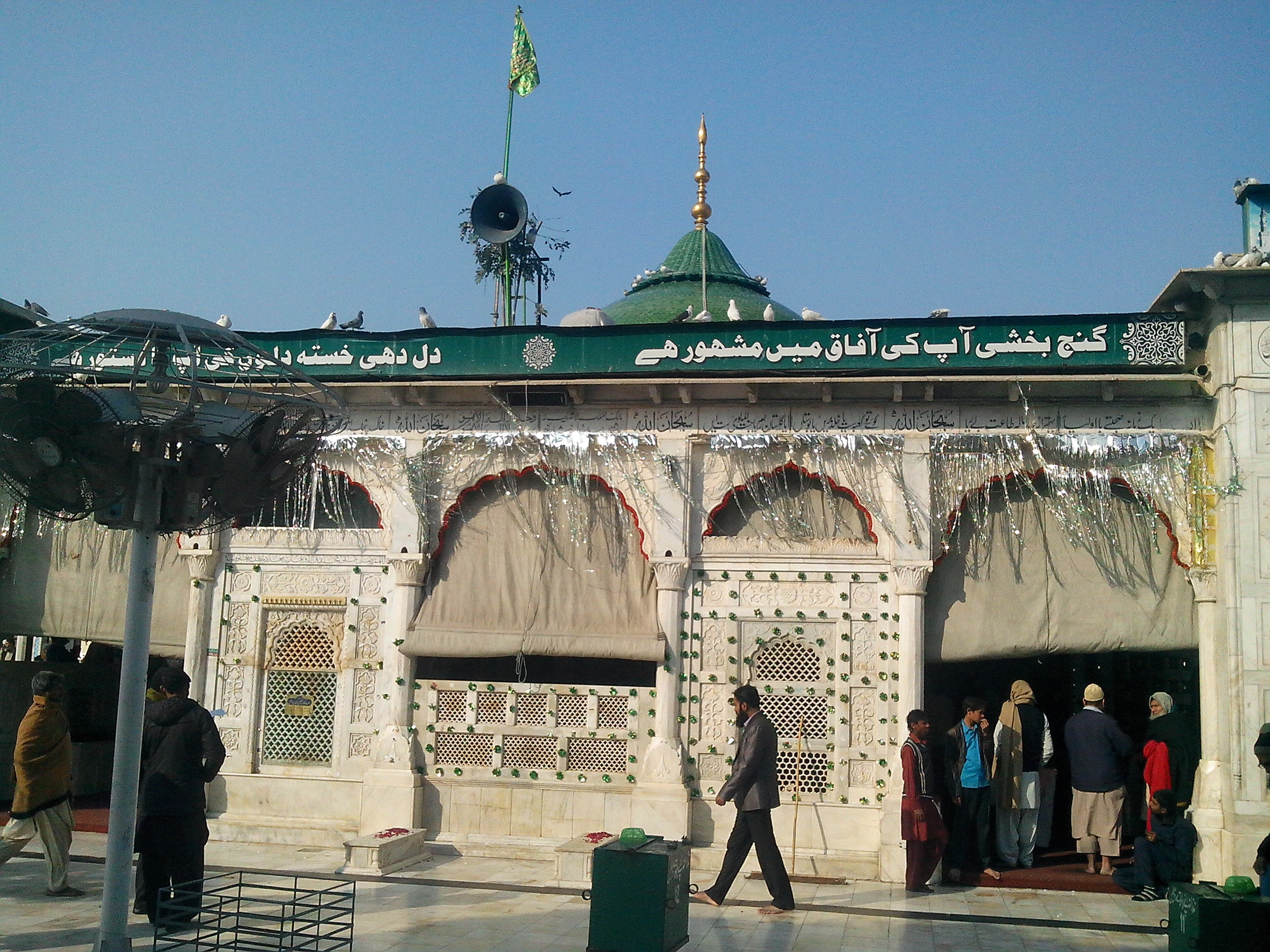
مدخل الحرم الداخلي للضريح
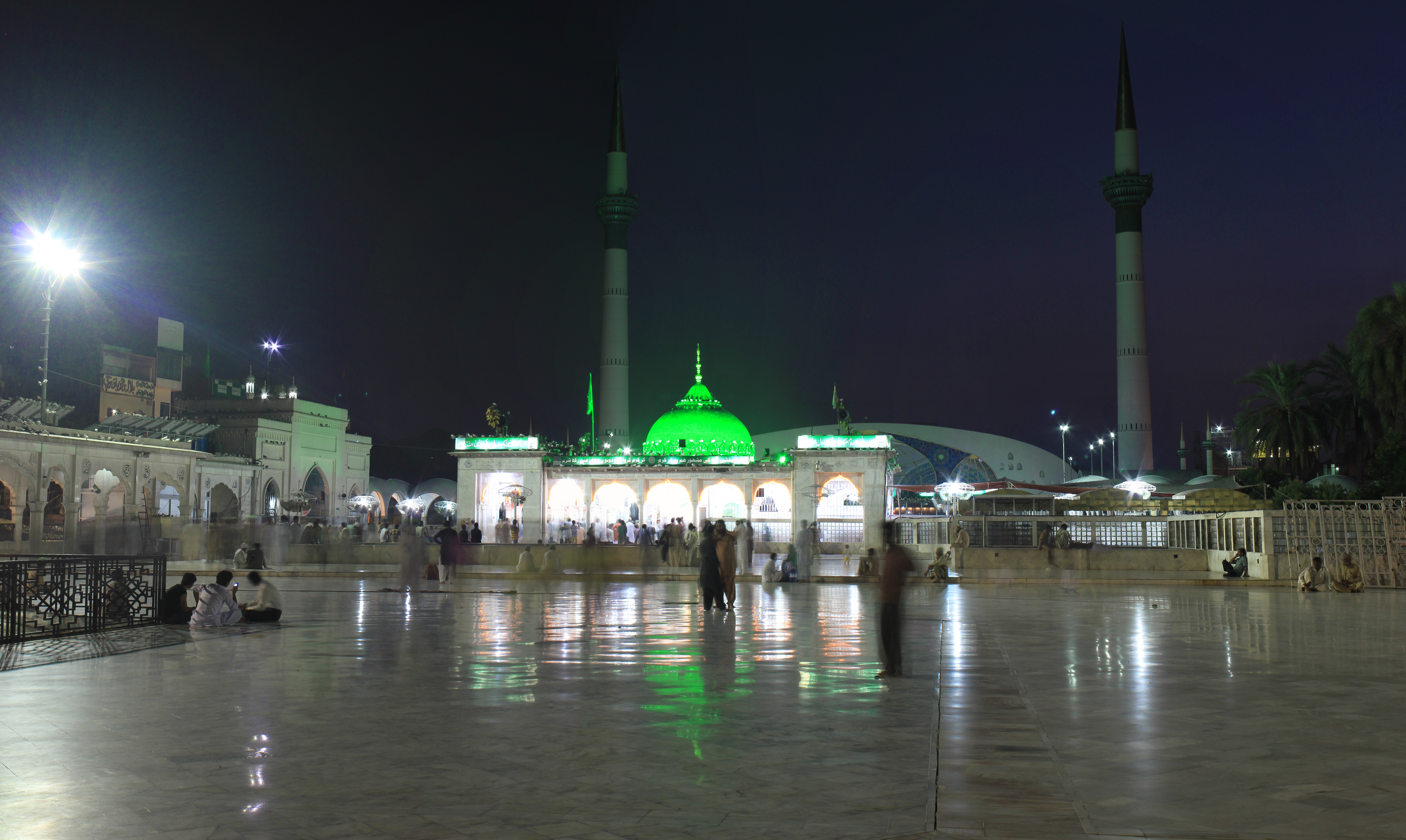
منظر مسائي للضريح والمسجد المجاور له
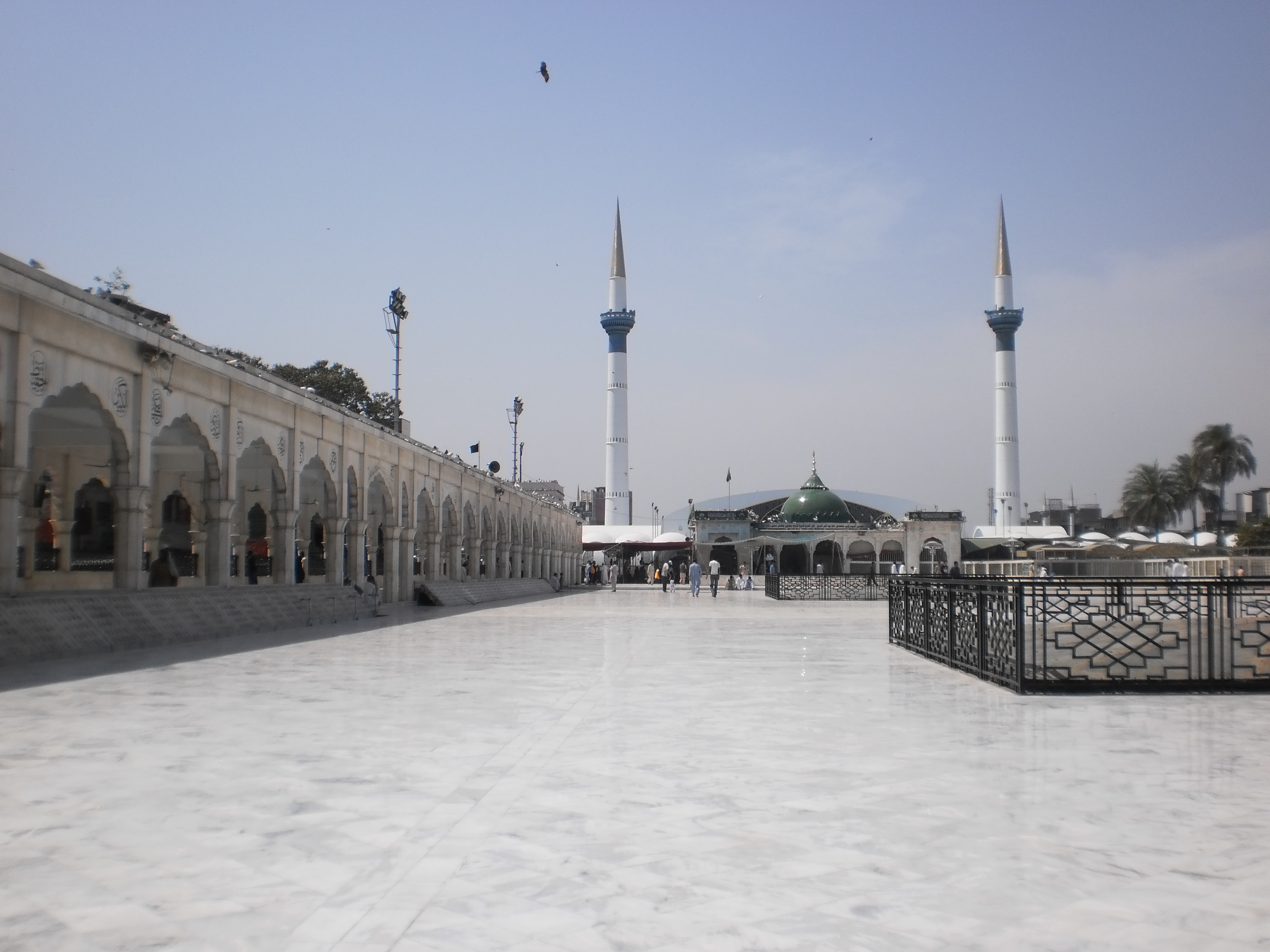
يقع أمام الضريح فناء كبير يتجمع فيه المصلون كل ليلة خميس، وكذلك في ليالي المهرجانات الأخرى.

## طالع أيضًا
- قائمة الأضرحة والمزارات في باكستان[الإنجليزية]
- التصوف

## روابط خارجية
- موقع داتا دربار الإلكتروني
- فاتح قلوب كتاب بحثي عن داربار البيانات ودار جانج بخش البيانات
- معلومات عن المجمع
- صور مجمع داتا دربار
- تفاصيل حول البناء